# P. J. Cholapuram
P. J. Cholapuram es una ciudad y nagar Panchayat situada en el distrito de Karur en el estado de Tamil Nadu (India). Su población es de 7484 habitantes (2011).

## Demografía
Según el censo de 2011 la población de P. J. Cholapuram era de 7484 habitantes, de los cuales 3731 eran hombres y 3753 eran mujeres. P. J. Cholapuram tiene una tasa media de alfabetización del 70,18%, inferior a la media estatal del 80,09%: la alfabetización masculina es del 80,69%, y la alfabetización femenina del 59,86%.